# Willian Santiago
Willian Santiago (Cornélio Procópio, 1991 — Londrina, 4 de maio de 2021) foi um ilustrador, designer gráfico, e professor brasileiro, conhecido internacionalmente pelas obras repletas de cores vibrantes e reprodução digital de pinceladas e texturas naturais, tendo ilustrado diversos livros, no Brasil e no exterior, além de revistas e campanhas publicitárias de marcas famosas.
Em 2017, Santiago ganhou o Prêmio Jabuti, na categoria infantil digital, pelas ilustrações do primeiro livro infantil do autor Luís Fernando Veríssimo, chamado O Sétimo Gato, que fazia parte da Coleção Kidsbook Itaú Criança.
O artista faleceu em 4 de maio de 2021, aos 30 anos de idade, por complicações de Covid-19, após passar cerca de um mês internado em uma UTI de um hospital particular na cidade de Londrina, no Paraná.

## Biografia
Nascido em Cornélio Procópio, no Paraná, Willian Santiago graduou-se pela Universidade Estadual de Londrina (UEL), e começou trabalhando inicialmente com branding voltado para moda. Santiago sempre amou desenho, mas só com o advento da internet conseguiu se estabelecer como ilustrador.
A partir de 2014, ao abrir o próprio estúdio de ilustração, começou a colaborar com grandes nomes como Itaú, Natura, Sesc, Nestlé, Farm, L’Occitane, Havaianas, entre outros. Combinando cores de alto contraste e traços marcantes, o ilustrador também teve trabalhos publicados fora do país, como na Inglaterra, onde fez parcerias com editoras, como a capa do livro Mockingbird, escrito por Kathryn Erskine, em 2010; e na Alemanha, onde fez a capa da revista Friday Magazin; além de França, África do Sul, Itália, Estados Unidos, Coreia do Sul, entre outros.
Entre as principais obras do artista estão a capa do romance A Visão das Plantas, da escritora angolana Djaimilia Pereira de Almeida, além do livro pelo qual ganhou o Prêmio Jabuti em 2017, na categoria infantil digital, com suas ilustrações no primeiro livro infantil do autor Luís Fernando Veríssimo, chamado O Sétimo Gato, que fazia parte da Coleção Kidsbook Itaú Criança.
O sucesso, no entanto, nunca o impediu de continuar sendo humilde e generoso na hora de compartilhar seus conhecimentos e dicas valiosas com outros jovens ilustradores, ou de referir sem preconceitos suas maiores influências. Uma dessas referências era Heitor dos Prazeres, carioca nascido em 1898, muito ligado ao samba e que, como ilustrador, pintou a boemia da cidade do Rio de Janeiro e a vida na sua comunidade, em um estilo naïf, pleno de cores, algo que Willian também abraçou em suas obras e em sua vida.